# Příležitost
Příležitost je časově, podmínečně příznivý okamžik pro realizaci nějakého cíle nebo naplnění účelu. Jde o určitý vnější potenciál, který je třeba rozpoznat a využít, protože za jiných okolností nebo v jiné době by byla taková realizace nevýhodná nebo dokonce nemožná. Příležitost je novou možností, ale zároveň impulsem a stimulem. Příležitost však může být i dílem pouhé náhody či příznivé shody okolností.
V řecké mytologii je bohem příznivé příležitosti Kairos.
Pojem „příležitost“ zdůrazňuje jedinečný nebo vzácný okamžik nějaké akce nebo události, a proto se často používá v reklamě.